# Lautúmies
Les lautúmies, lautòmies, latòmies o latúmies (Lautumiae, Lautomiae, Latomiae o Latumiae) eren literalment llocs on es tallava la pedra, generalment una pedrera. Una presó pública de Siracusa, a Epípoles, construïda per Dionís el Vell, portava el nom de Lautúmies i consistia en un forat gran com un estadi tallat a la roca que deixava als presoners exposats al sol, a la pluja o al fred (a aquesta presó s'hi portaven criminals d'arreu de Sicília).
El tullianum o presó de Roma fou també anomenat de vegades lautúmies.